# Maserati Khamsin

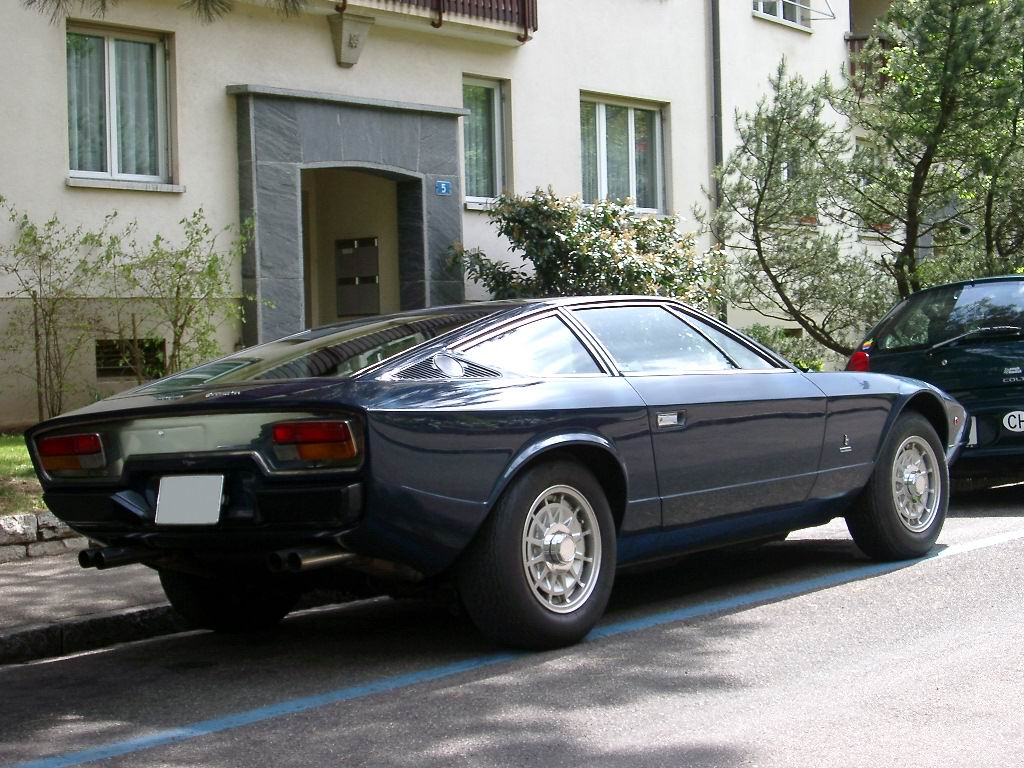
Achterkant van de Maserati Khamsin

De Maserati Khamsin is een sportwagen van het Italiaanse merk Maserati.
Het model werd in 1972 gepresenteerd als prototype tijdens de Auto Show in Turijn.
De Khamsin is vernoemd naar een warme woestijnwind in Egypte.